# Thury Lajos
Thury Lajos, születési és 1909-ig használt nevén Köpe Lajos (Budapest, 1896. augusztus 11. – New York, 1989. szeptember 15.) magyar író, újságíró, Thury Zoltán fia, Thury Zsuzsa és Thury Erzsébet fivére, Sándor Kálmán író sógora, ifj. Thury Zoltán apja, Horváth Zoltán unokatestvére.

## Élete
1914-ben kezdte hírlapírói munkásságát a Pesti Naplónál. Az első világháborúban volt katona, majd két évre hadifogságba került. Miután hazatért, Az Est című lapnak, 1925-től 1936-ig a Magyarságnak 1936-tól pedig az Esti Újságnak volt munkatársa. 1947–1948-ban a Magyar Nemzet tördelőszerkesztőjeként dolgozott. 1925-ben a Nyugat közölte első irodalmi művét, A bunda című elbeszélését. Holtomiglan-holtodiglan című regényével 1933-ban elnyerte az Athenaeum-díjat, a Nemzeti Színház 1935-ben mutatta be Új vár című színdarabját. Regényeit 1942-től 1944-ig a Százezrek Könyve sorozatban publikálták. 1948 júniusában Magyarországról Ausztriába távozott, később Svájcban telepedett le. 1951 és 1953 között a Szabad Európa Rádió magyar osztályának volt a helyettes vezetője Münchenben. Írásai megjelentek a Hungaria, az Új Hungaria, a Magyar Holnap és az Amerikai Magyar Világ című lapokban. A Szabad Európa Rádió munkatársként ment ki Amerikába. 1985-től novelláit és emlékezéseit az Új Látóhatár című, Münchenben megjelenő folyóiratban publikálta.
1920. június 4-én Debrecenben házasságot kötött Barta Terézia Rozáliával, Barta István és Varhalik Terézia lányával.

## További munkái
- A halál játékai (regény, Budapest, 1929)
- Hűség, regény, Budapest, 1933, Gong 47.
- Csillagok (regény, Budapest, 1946)
- Fekete Berthold (regény, New York, 1977)

## Származása
| Thury Lajos (Budapest, 1896. aug. 11.– Budapest, 1989. szept. 15.) író, újságíró | Apja: Thury Zoltán (Kolozsvár, 1870. márc. 7. – Budapest, 1906. aug. 27.) író, újságíró | Apai nagyapja: újfalussi Köpe Lajos (1831 körül – Kolozsvár, 1880. febr. 23.) százados            | Apai nagyapai dédapja: n.a.                  |
| Thury Lajos (Budapest, 1896. aug. 11.– Budapest, 1989. szept. 15.) író, újságíró | Apja: Thury Zoltán (Kolozsvár, 1870. márc. 7. – Budapest, 1906. aug. 27.) író, újságíró | Apai nagyapja: újfalussi Köpe Lajos (1831 körül – Kolozsvár, 1880. febr. 23.) százados            | Apai nagyapai dédanyja: n.a.                 |
| Thury Lajos (Budapest, 1896. aug. 11.– Budapest, 1989. szept. 15.) író, újságíró | Apja: Thury Zoltán (Kolozsvár, 1870. márc. 7. – Budapest, 1906. aug. 27.) író, újságíró | Apai nagyanyja: lozsádi Zudor Klára                                                               | Apai nagyanyai dédapja: lozsádi Zudor Sámuel |
| Thury Lajos (Budapest, 1896. aug. 11.– Budapest, 1989. szept. 15.) író, újságíró | Apja: Thury Zoltán (Kolozsvár, 1870. márc. 7. – Budapest, 1906. aug. 27.) író, újságíró | Apai nagyanyja: lozsádi Zudor Klára                                                               | Apai nagyanyai dédanyja: n.a.                |
| Thury Lajos (Budapest, 1896. aug. 11.– Budapest, 1989. szept. 15.) író, újságíró | Anyja: Marton Gizella (Budapest, 1875. febr. 12. – Budapest, 1958. dec. 5.)             | Anyai nagyapja: Marton Imre (Sátoraljaújhely, 1841 – Budapest, 1914. jan. 19.) szatócs, kereskedő | Anyai nagyapai dédapja: Moskowitz N.         |
| Thury Lajos (Budapest, 1896. aug. 11.– Budapest, 1989. szept. 15.) író, újságíró | Anyja: Marton Gizella (Budapest, 1875. febr. 12. – Budapest, 1958. dec. 5.)             | Anyai nagyapja: Marton Imre (Sátoraljaújhely, 1841 – Budapest, 1914. jan. 19.) szatócs, kereskedő | Anyai nagyapai dédanyja: n.a.                |
| Thury Lajos (Budapest, 1896. aug. 11.– Budapest, 1989. szept. 15.) író, újságíró | Anyja: Marton Gizella (Budapest, 1875. febr. 12. – Budapest, 1958. dec. 5.)             | Anyai nagyanyja: Manheit Regina (Pest, 1847– Nagymaros, 1895)                                     | Anyai nagyanyai dédapja: Manheit Adolf       |
| Thury Lajos (Budapest, 1896. aug. 11.– Budapest, 1989. szept. 15.) író, újságíró | Anyja: Marton Gizella (Budapest, 1875. febr. 12. – Budapest, 1958. dec. 5.)             | Anyai nagyanyja: Manheit Regina (Pest, 1847– Nagymaros, 1895)                                     | Anyai nagyanyai dédanyja: n.a.               |